# Cronk y Voddy

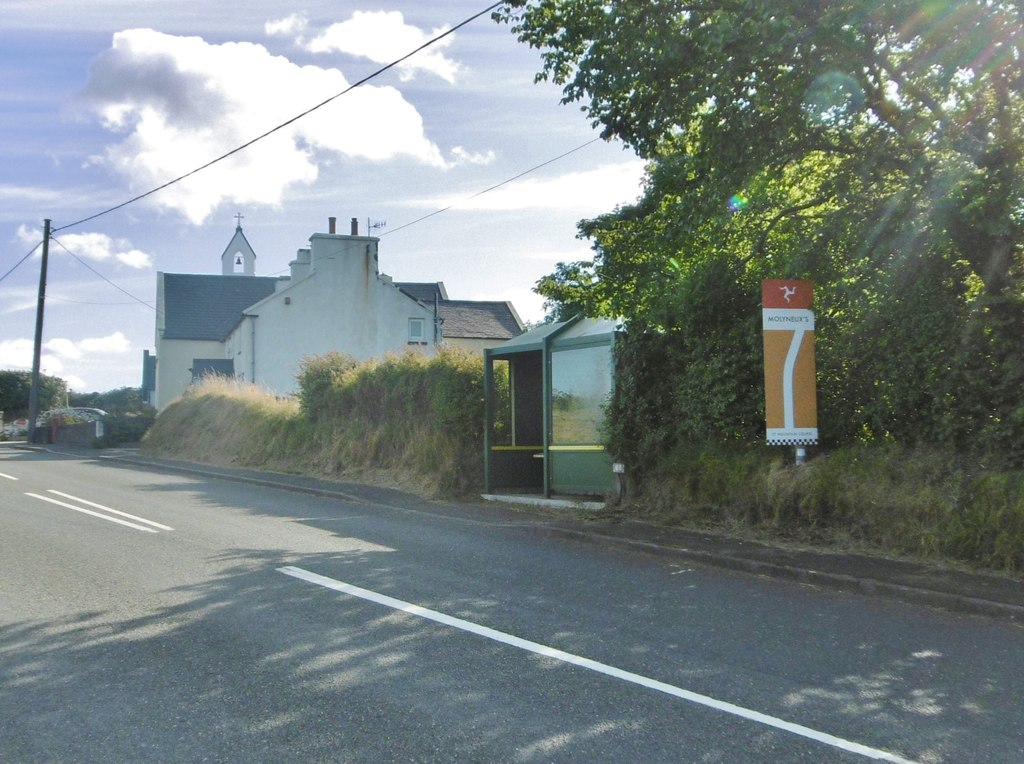
Abribus à l'entrée de Cronk y Voddy.

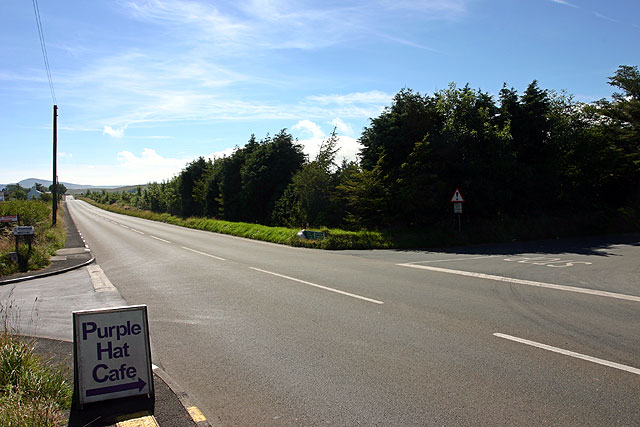
Vue du nord-est, à Cronk y Voddy, en direction du Glen Helen.

Cronk y Voddy (parfois écrit Cronk y Vody) est un bourg de l'île de Man, situé dans la paroisse de German, à mi-distance entre Kirk Michael, au nord, et Saint John's, au sud. On y trouve une ancienne chapelle anglicane, aujourd'hui déconsacrée et aménagée en demeure privée. Elle a été construite en 1852.

## Toponymie
Le nom Cronk y Voddy est composé des noms cronk (« colline ») et modey (« chien »). Il désigne la « colline du chien » ou la « colline des chiens ».